# Mert Yılmaz
Mert Yılmaz (* 8. März 1999 in Berlin) ist ein deutschtürkischer Fußballspieler. Der Rechtsverteidiger steht seit dem September 2020 bei Antalyaspor unter Vertrag und ist türkischer Nachwuchsnationalspieler.

## Karriere

### Vereine
Bis zum Alter von 15 Jahren spielte Yılmaz in seiner Heimatstadt Berlin beim Nordberliner SC sowie bei Tennis Borussia.
Im Anschluss stand der Abwehrspieler vier Jahre bei RB Leipzig unter Vertrag. Mit der B-Jugend wurde er in der Saison 2015/16 der B-Junioren-Bundesliga Vizemeister der Staffel Nord/Nordost hinter dem VfL Wolfsburg. Erste internationale Erfahrungen konnte er mit Leipzigs U19 in der UEFA Youth League sammeln, 2017/18 schied das Team jedoch als Gruppendritter aus dem Wettbewerb aus. Bereits vor Beginn der Spielzeit hatte der Verteidiger gemeinsam mit drei Leipziger Mannschaftskameraden, darunter sein späterer Münchener Mitspieler Kilian Senkbeil, seinen ersten Lizenzspielervertrag erhalten.
Zur Regionalligasaison 2018/19 verpflichtete ihn der FC Bayern München, in dessen zweiter Mannschaft er seitdem aktiv war; sein Vertrag war bis zum 30. Juni 2021 gültig. Am Saisonende holte der Deutsch-Türke, der in 25 Partien als rechter Verteidiger auf dem Feld stand, mit der Mannschaft die bayerische Meisterschaft und konnte sich in den Aufstiegsspielen gegen den VfL Wolfsburg II durchsetzen, was die Rückkehr in die 3. Liga bedeutete.
Den Drittligasaisonstart verpasste Yılmaz verletzungsbedingt und konnte erst zum 11. Spieltag wieder ins Mannschaftstraining einsteigen respektive ein Spiel später auf dem Platz mitwirken. In der Rückrunde spielte sich Yılmaz auf der rechten defensiven Außenbahn fest, weshalb Cheftrainer Sebastian Hoeneß seinen bisherigen Vertreter Chris Richards in die Innenverteidigung verschob. Es mussten zwar lediglich sechs Teams noch mehr Tore hinnehmen als die Münchner, jedoch erzielten sie die meisten Tore und wurden als erste Zweitmannschaft Drittligameister. Da die Mannschaft jedoch nicht in die 2. Bundesliga aufsteigen durfte und Yılmaz Ambitionen hatte, höherklassig zu spielen, wechselte er Ende September 2020 in die türkische Süper Lig zu Antalyaspor. Nach elf Punktspielen in der Saison 2020/21 wurden für die Saisonen 2021/22 und 2022/23 Leihgeschäfte mit dem Zweitligisten Bursaspor und dem Erstliganeuling Ümraniyespor vereinbart. Nach Ablauf der beiden Leihfristen, kehrte Yılmaz zum 1. Juli 2023 zu Antalyaspor zurück.

### Nationalmannschaft
Nach einer Nominierung für die deutsche U18 (ohne Einsatz) wurde Yılmaz vom türkischen Verband erstmals für die U19-Auswahl berücksichtigt. Bei der EM 2018 absolvierte er alle drei Gruppenspiele über die volle Spielzeit; die Türkei schied punktlos aus.
Seit September 2018 ist der Rechtsverteidiger für die türkische U21 aktiv, verpasste aber verletzungsbedingt die Qualifikation zur EM 2021.

## Erfolge
FC Bayern München II
- Meister der 3. Liga: 2020
- Meister der Regionalliga Bayern und Aufstieg in die 3. Liga: 2019
- Premier-League-International-Cup-Sieger: 2019[5]